# Ugoberto
Ugoberto, chiamato anche Chugoberctus o Hociobercthus, (... – 697 forse) fu un siniscalco e conte palatino alla corte merovingia durante i regni di Teodorico III e Childeberto III.

## Biografia
Era nipote del dux Theotar e si presume, ma non vi sono prove di ciò, che suo padre fosse Chugus, che nel 617 divenne maestro di palazzo d'Austrasia. La giustapposizione di nomi nella Vita Landiberto episcopi Traiectensis può implicare una relazione tra lui e la famiglia di san Lamberto (vedi sotto). 
È stato smentita l'identificazione tra lui e il vescovo Uberto di Liegi, perché sua moglie appare nei registri di Echternach nell'anno 698 come vedova: egli infatti era sposato con Irmina di Oeren, la quale, poco dopo la sua morte, rese possibile la fondazione dell'abbazia di Echternach. Irmina era sorella di Adela di Pfalzel, fondatrice del convento Pfalzel, che è spesso confusa con la figlia omonima. Appare per l'ultima volta in un documento reale del 14 marzo 697. 

## Matrimonio e figli
Ugoberto e Irmina ebbero diverse figlie, tra cui: 
- Plectrude, 691/717 testimoni, la prima moglie di Pipino di Herstal e fondatrice del monastero di Santa Maria in Campidoglio a Colonia;
- Adela (655-732), badessa di Pfalzel, sposata con Eudes I, duca di Aquitania (forse Odo il Grande e figlio di sant'Oda);
- Regintrude, il cui secondo matrimonio dopo la morte di suo marito fu il duca Teodeberto di Baviera;
- Irmina († 704), sposata con Chariveus, fratello di Lamberto, conte di Hesbaye.

Altri bambini a volte attribuiti dai genealogisti a Ugoberto e Irmina includono: 
- Chrodelinda, che era probabilmente la figlia di Irmina e Chiriveus. Sposò Wido, abate di Saint-Wandrile. Il loro figlio Warnhar fu conte di Horbach e fu il patriarca dei Guideschi;
- Bertrada di Prüm (670 circa-dopo il 721), fondatrice dell'abbazia di Prüm e madre del conte Cariberto di Laon, padre di Bertrada di Laon, che a sua volta era madre di Carlo Magno.

## Rapporti con la nobiltà franca
È stato ipotizzato dai genealogisti che Ugoberto fosse l'antenato di una serie di potenti famiglie della nobiltà franca, tra cui gli Eticonidi, gli Agilofingi, i Guideschi, i Carolingi e i Robertingi/Capetingi, nonché della dinastia di Guglielmo d'Aquitania. Tutte queste connessioni sono di natura speculativa. 